# Молотківська сільська рада
Моло́тківська сільська́ ра́да — адміністративно-територіальна одиниця та орган місцевого самоврядування в Лановецькому районі Тернопільської області. Адміністративний центр — село Молотків.

## Загальні відомості
- Територія ради: 1,11 км²
- Населення ради: 857 осіб (станом на 2001 рік)
- Територією ради протікає річка Жердь

## Населені пункти
Сільській раді підпорядковані населені пункти:
- с. Молотків
- с. Осники

## Склад ради
Рада складається з 15 депутатів та голови.
- Голова ради: Гергель Людмила Анатоліївна
- Секретар ради: Семенюк Галина Антонівна

### Керівний склад попередніх скликань
| Прізвище, ім'я, по батькові | Основні відомості                                                         | Дата обрання | Дата звільнення |
| --------------------------- | ------------------------------------------------------------------------- | ------------ | --------------- |
| Гергель Людмила Антонівна   | Сільський голова, 1967 року народження, член Народної партії              | 26.03.2006   | 31.10.2010      |
| Гергель Людмила Анатоліївна | Сільський голова, 1967 року народження, освіта вища, член Народної партії | 31.10.2010   |                 |

Примітка: таблиця складена за даними сайту Верховної Ради України

### Депутати
За результатами місцевих виборів 2010 року депутатами ради стали:

#### За суб'єктами висування
| Суб'єкт висування                                       | Кількість обраних депутатів | %    |
| ------------------------------------------------------- | --------------------------- | ---- |
| Самовисування                                           | 11                          | 73,3 |
| Народна партія                                          | 2                           | 13,3 |
| Політична партія Всеукраїнське об'єднання «Батьківщина» | 2                           | 13,3 |

#### За округами
| № округу                                                | Прізвище, ім'я, по батькові   | Дата визнання обраним | Освіта             | Партійна приналежність | Відомості про обраного депутата                      |
| ------------------------------------------------------- | ----------------------------- | --------------------- | ------------------ | ---------------------- | ---------------------------------------------------- |
| Народна Партія                                          |                               |                       |                    |                        |                                                      |
| 2                                                       | Крук Оксана Іванівна          | 03.11.2010            | середня            | член Народної партії   | тимчасово не працює                                  |
| 14                                                      | Семенюк Микола Олексійович    | 03.11.2010            | середня            | член Народної партії   | тимчасово не працює                                  |
| Політична партія Всеукраїнське об'єднання «Батьківщина» |                               |                       |                    |                        |                                                      |
| 1                                                       | Мельничук Віктор Васильович   | 03.11.2010            | середня            | позапартійний          | ЛСА, робітник                                        |
| 15                                                      | Семенюк Галина Антонівна      | 03.11.2010            | вища               | позапартійна           | Молотківська сільська рада, секретар                 |
| Самовисування                                           |                               |                       |                    |                        |                                                      |
| 3                                                       | Мельничук Володимир Львович   | 03.11.2010            | середня спеціальна | позапартійний          | пенсіонер                                            |
| 4                                                       | Смик Андрій Васильович        | 03.11.2010            | середня спеціальна | позапартійний          | фельдшерсько-акушерський пункт с. Молотків, фельдшер |
| 5                                                       | Мельничук Олександр Іванович  | 03.11.2010            | вища               | позапартійний          | Лановецький цукровий завод, робітник                 |
| 6                                                       | Мельничук Ольга Олександрівна | 03.11.2010            | середня            | позапартійна           | Лановецький терцентр, соціальний працівник           |
| 7                                                       | Полеха Василь Іванович        | 03.11.2010            | середня спеціальна | позапартійний          | Лановецький цукровий завод, робітник                 |
| 8                                                       | Дармограй Андрій Ярославович  | 03.11.2010            | середня            | позапартійний          | тимчасово не працює                                  |
| 9                                                       | Вальчук Антоніна Романівна    | 03.11.2010            | вища               | позапартійна           | Молотківська загальноосвітня школа І-ІІ ст., вчитель |
| 10                                                      | Мельничук Василь Львович      | 03.11.2010            | вища               | позапартійний          | Лановецький цукровий завод, робітник                 |
| 11                                                      | Рачук Тетяна Андріївна        | 03.11.2010            | середня спеціальна | позапартійна           | Молотківське відділення зв'язку, завідувачка         |
| 12                                                      | Олійник Лідія Іванівна        | 03.11.2010            | середня спеціальна | позапартійна           | Осниківська загальноосвітня школа І ст., вчитель     |
| 13                                                      | Букевич Галина Михайлівна     | 03.11.2010            | середня спеціальна | позапартійна           | молокозавод, заготівельник молока                    |